# University of Fort Hare

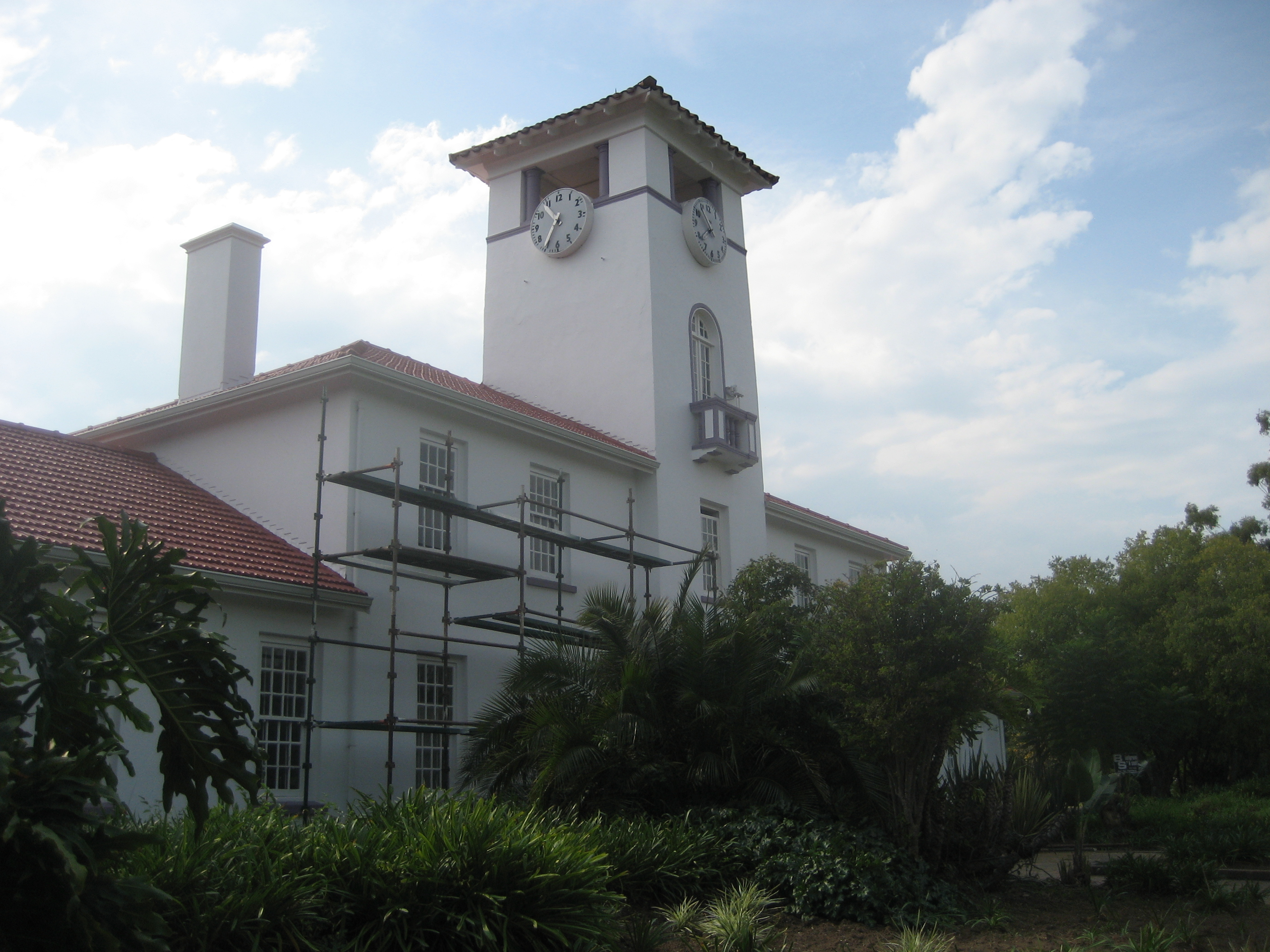
The Union (Fort Hare University)

University of Fort Hare är ett större universitet i staden Alice i Östra Kapprovinsen i Sydafrika. Fort Hare var från dess grundande 1916 och fram till 1959 den viktigaste utbildningsinstitutionen för svarta afrikaner i hela södra delen av kontinenten.
Nelson Mandela studerade på Fort Hare, där han blev nära vän med sin släkting Kaiser Matanzima, Tembu-regentens son.